# Figura Boga Ojca w Falentach

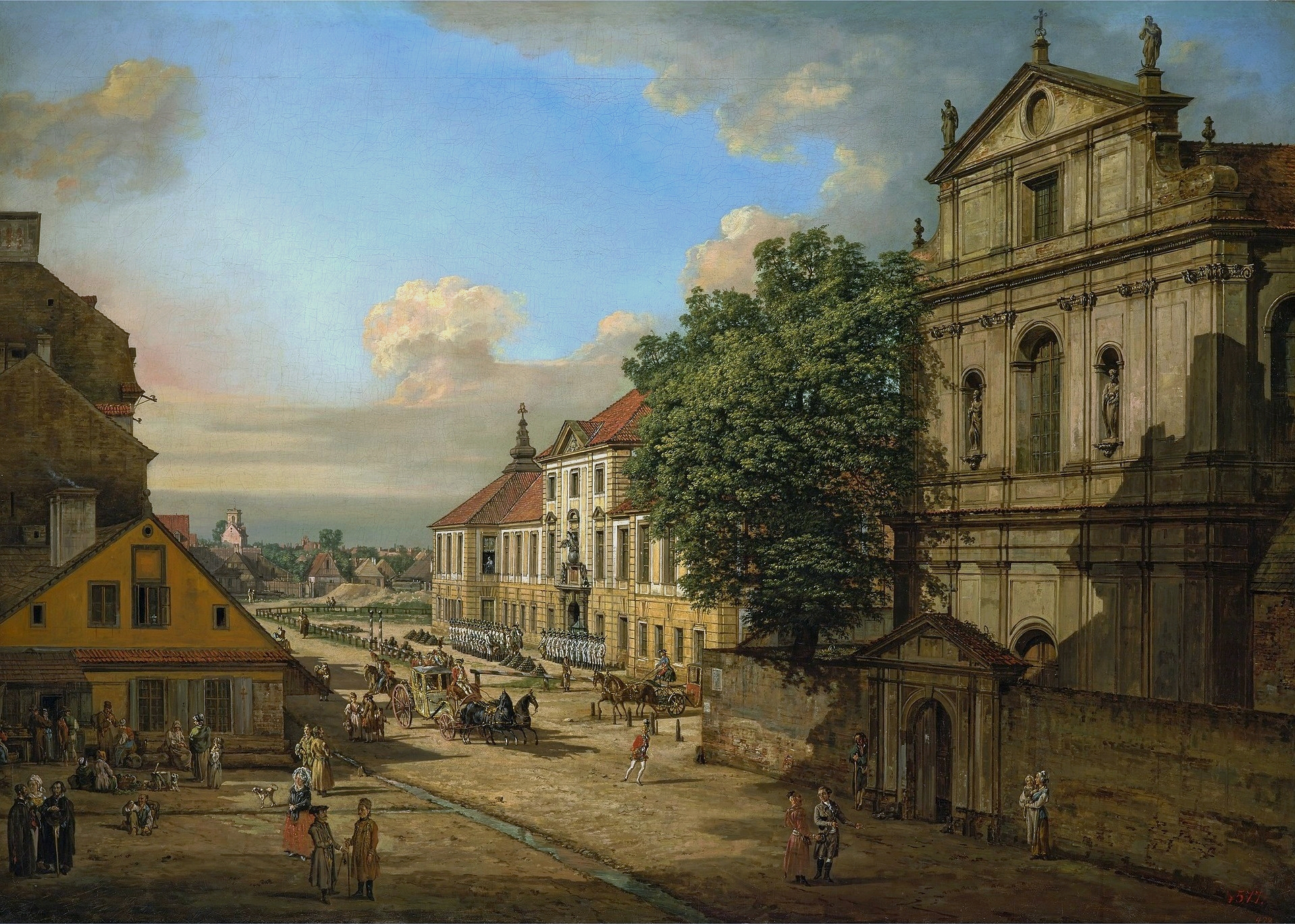
Nieistniejący kościół pw. Świętej Trójcy ss. brygidek w Warszawie z figurami szczytowymi Bóg Ojciec – po lewej, Matka Boska Niepokalanie Poczęta (Immaculata) – po prawej, Bernardo Bellotto zwany Canaletto – Kościół Brygidek i Arsenał w Warszawie, 1778

Figura Boga Ojca w Falentach – barokowa figura Boga Ojca pierwotnie znajdująca się na szczycie fasady warszawskiego kościoła brygidek od około 1692 r., a współcześnie od 1828 r. na polu bitwy pod Raszynem jako pomnik bitwy pod Raszynem (1809).

## Historia
Rzeźba pochodzi z warsztatu Stephana Schwanera, czynnego w latach 1682-1692 przy pałacu króla Jana III Sobieskiego w Wilanowie, autora dekoracji rzeźbiarskich pałacu w Wilanowie. Jej autorem był nieustalony współpracownik Schwanera. Niekiedy jest błędnie datowana na koniec XVIII w. i określana jako późnobarokowa. Początkowo figura była umieszczona po lewej stronie szczytu fasady ówczesnego kościoła Świętej Trójcy ss. brygidek przy ul. Długiej (róg Nalewek) w Warszawie. Symetrycznie, po prawej stronie szczytu znajdowała się figura Immaculaty, czyli Matki Bożej Niepokalanie Poczętej. W 1807 klasztor brygidek został skasowany i zamieniony na koszary. W latach 1817–1824 kościół został zamieniony na warsztaty artylerii i przebudowany w stylu klasycystycznym. Barokowe figury z fasady w 1818 zostały zdjęte. W 1828, w 19. rocznicę bitwy pod Raszynem, ks. Antoni Zieleniewski, proboszcz parafii św. Szczepana w Raszynie ufundował dwa murowane cokoły na symbolicznych miejscach bitwy, tj. grobli falenckiej (raszyńskiej) oraz mogile żołnierzy polskich przy stanowisku dowodzenia księcia Józefa Poniatowskiego i głównej działobitni dalekiego zasięgu na północnym skraju wsi (późniejszym zbiegu alei Krakowskiej i ulicy Sportowej), oraz piaskowcową tablicę pamiątkową. Na cokołach tych ustawiono pobrygidkowskie statuy. Oryginalny cokół figury z 1828 nie zachował się. Nie zachował się tekst napisu z tablicy pamiątkowej na cokole z 1828, zapewne istniejący i podobny do napisu na tablicy na figurze Matki Boskiej w Raszynie.
Rzeźba stała się elementem ścieżki edukacyjnej Grobla falencka w rezerwacie przyrody Stawy Raszyńskie.
Proporcje pobrygidkowskich figur opisywane są jako przysadziste i wskazujące na celową deformację, co jest tłumaczone pierwotną ekspozycją na dużej wysokości i dostosowaniem kształtów do obserwacji przez widza stojącego przed świątynią, a więc pod bardzo dużym kątem. Figura posiada na plecach ślad po żelaznych uchach służących do osadzenia prętów mocujących na szczycie kościoła. Głowa figury Boga Ojca była wzorowana na popiersiu Zeusa – tzw. Zeusie z Otricoli z 323 r. p.n.e., (od XVI w. w zbiorach watykańskich (obecnie Museo Pio-Clementino)). Rzeźba jest jednym z nielicznych reliktów barokowego, klasztornego kościoła w Warszawie, przez co jest zaliczana do cenniejszych zabytków na Mazowszu. 

figura Boga Ojca obecnie w Falentach, jej pierwowzór i inne prace Stephana Schwanera
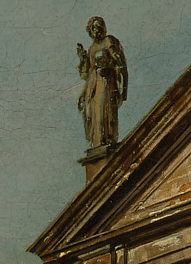
figura Boga Ojca na szczycie kościoła ss. brygidek w Warszawie - powiększenie. Bernardo Bellotto zwany Canaletto – Kościół Brygidek i Arsenał w Warszawie (fragment), 1778
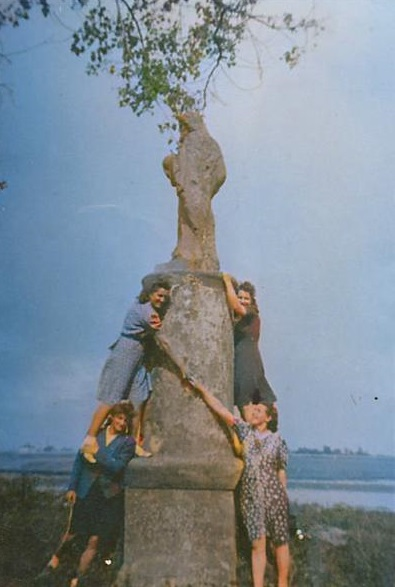
figura Boga Ojca w Falentach na oryginalnym cokole z 1828, stan przed 1939
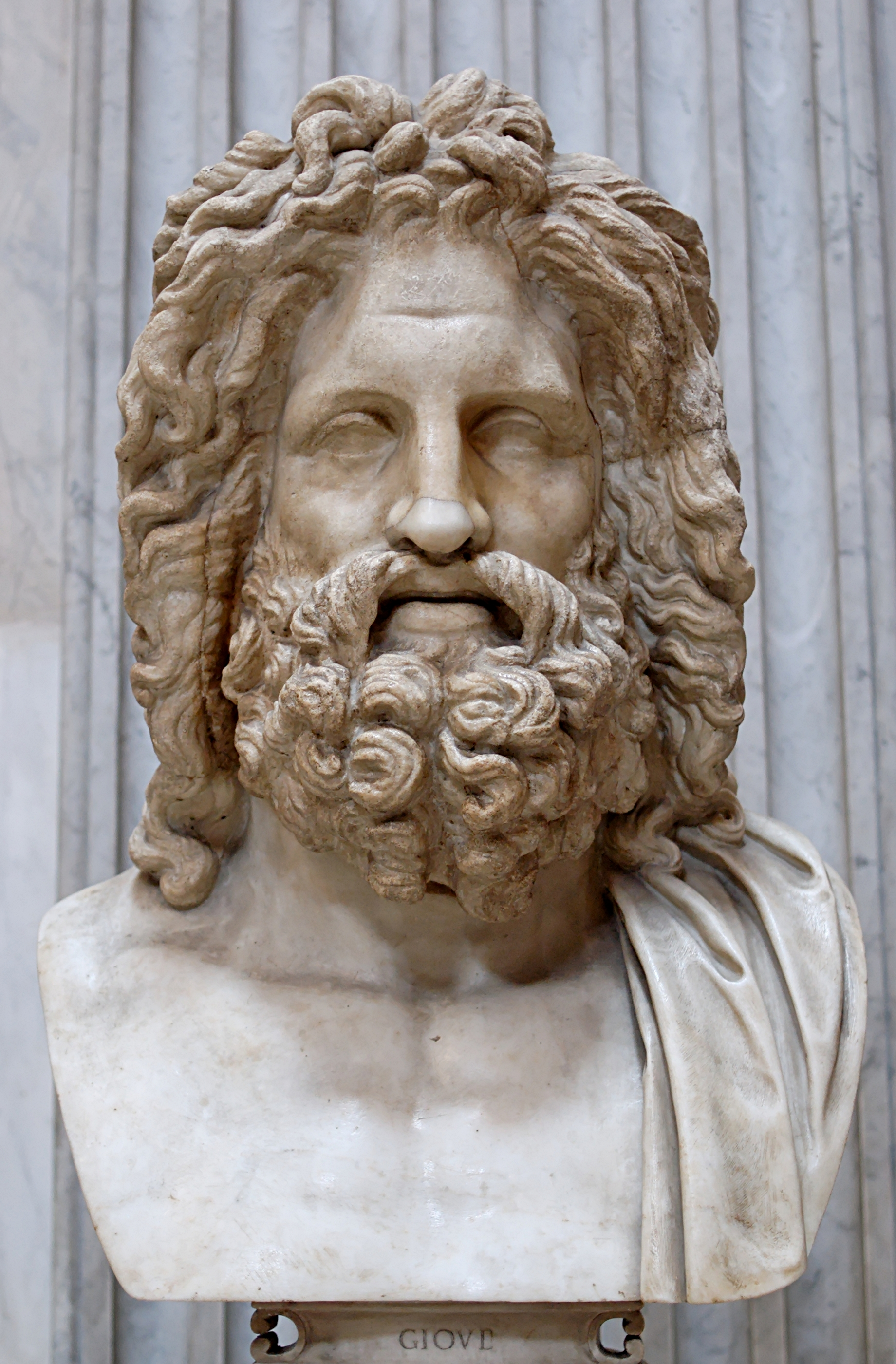
Zeus z Otricoli, pierwowzór głowy figury
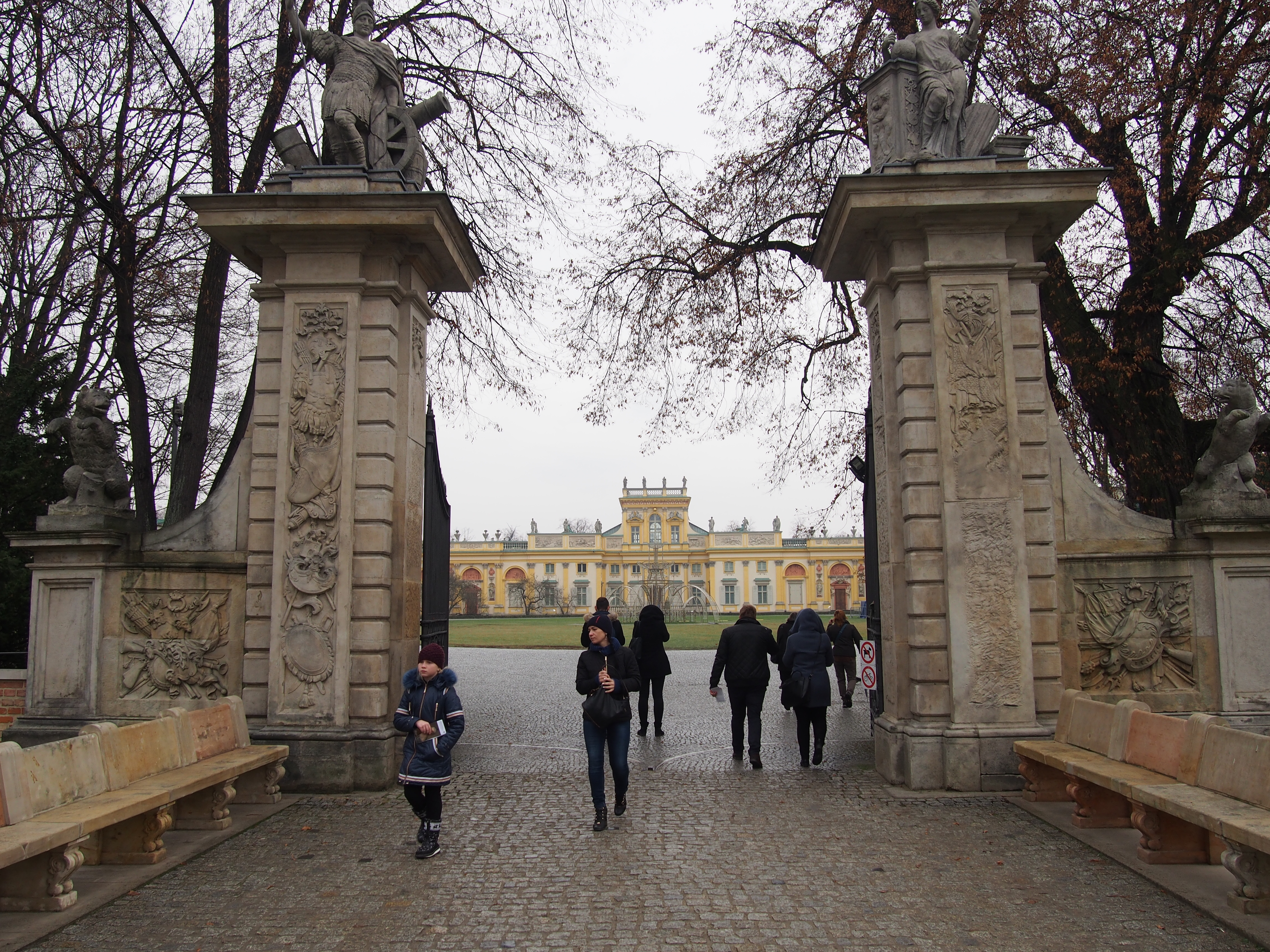
Stephan Schwaner, Pałac w Wilanowe, brama wejściowa z rzeźbami Marsa odpoczywającego i Wenus/Pokoju triumfującego/Pokoju/Siły/Wiedzy/Wenus-Uranii, na dalszym planie pałac z rzeźbami i płaskorzeźbami pochodzącymi z jego warsztatu, ok. 1692

## Literatura
- Michał Wardzyński. O dwóch posągach z warszawskiego kościoła brygidek w Raszynie. „Stolica”, s. 39-41, 9 / 2017. [dostęp 2022-05-07]. (pol.).
- E. Żyłko: Katalog Zabytków Sztuki w Polsce. D. Kaczmarzyk. T. X: WOJ. WARSZAWSKIE. Cz. 14: Zesz. 14. Pow. piaseczyński. Warszawa: Instytut Sztuki PAN, 1962, s. 30. (pol.).
- Michał Wardzyński: Polski Słownik Biograficzny. T. XLIX/3. Cz. hasło: Szwaner (Schwaner), zapewne Stefan (Stephan) (2. poł. XVII w.), rzeźbiarz,: Zesz. 202. Warszawa-Kraków: Instytut Historii PAN, 2014, s. 431-433. (pol.).